# Вучич, Саня
Саня Вучич (серб. Сања Вучић/Sanja Vučić; род. 8 августа 1993, Крушевац, Югославия) — сербская певица. Бывшая главная вокалистка сербской панк-рок-группы ZAA. В 2016 году представляла Сербию на Евровидении 2016 с песней «Goodbye» и заняла 18-е место. В 2017—2022 годах — участница поп/R&B-трио Hurricane.

## Биография
Саня Вучич родилась 8 августа 1993 года в сербском городе Крушевац. Она закончила крушевацкую музыкальную школу по классу оперного вокала. После учения она пела в различных музыкальных группах родного города.
Группа «ZAA» была создана в 2008 году в Крушеваце. Саня присоединилась к коллективу в 2012 году. Вместе с группой она дала около 200 концертов в разных городах бывшей Югославии, Венгрии, Чехии и Австрии. В 2014 году группа выпускает альбом What About.
Сейчас Саня живёт, в основном, в Белграде, где она училась на факультете филологии на отделении арабского языка и культуры. Кроме родного сербского, Вучич говорит на английском, итальянском, испанском и арабском языках.

## Hurricane
В ноябре 2017 года была создана группа Hurricane с участием Сани, а также Ксении Кнежевич и Иваны Николич.
В 2020 году группа одержала победу в национальном финале «Beovizija-2020» с песней «Hasta La Vista», получив максимальные баллы от жюри и зрителей.